# WISE 0857+5604
WISE 0857+5604 (= EQ J0857+5604) is een bruine dwerg met een spectraalklasse van T8. De ster bevindt zich 42,7 lichtjaar van de zon.